# Tschernjachiw (Obuchiw)
Tschernjachiw (ukrainisch Черняхів; russisch Черняхов Tschernjachow) ist ein Dorf in der ukrainischen Oblast Kiew mit etwa 1300 Einwohnern (2006).
Nach dem im 11. Jahrhundert gegründeten Dorf ist die Tschernjachow-Kultur, eine vom Ende des 3. bis Anfang des 5. Jahrhunderts n. Chr. im Osten Europas existierende Kultur benannt, nachdem der Archäologe Wikentij Chwoika am Ende des 19. Jahrhunderts nahe dem Dorf Funde aus dieser Kultur machte.
Das Dorf liegt 22 km nördlich vom ehemaligen Rajonzentrum Kaharlyk zwischen dem zum Kaniwer Stausee angestauten Dnepr im Osten und der Fernstraße N 01 im Westen.
Am 12. Juni 2020 wurde das Dorf ein Teil der neugegründeten Stadtgemeinde Kaharlyk, bis dahin bildete es die gleichnamige Landratsgemeinde Tschernjachiw (Черняхівська сільська рада/Tschernjachiwska silska rada) im Norden des Rajons Kaharlyk.
Am 17. Juli 2020 kam es im Zuge einer großen Rajonsreform zum Anschluss des Rajonsgebietes an den Rajon Obuchiw.